# Senegalese ombervis
De Senegalese ombervis (Pseudotolithus senegalensis) is een straalvinnige vis uit de familie van ombervissen (Sciaenidae) en behoort derhalve tot de orde van baarsachtigen (Perciformes). De vis kan een lengte bereiken van 114 cm. 

## Leefomgeving
Pseudotolithus senegalensis komt in zeewater en brak water voor. De vis prefereert een tropisch klimaat en leeft hoofdzakelijk in de Atlantische Oceaan. De diepteverspreiding is 0 tot 70 m onder het wateroppervlak. 

## Relatie tot de mens
Pseudotolithus senegalensis is voor de visserij van beperkt commercieel belang. In de hengelsport wordt er weinig op de vis gejaagd. 